# Хаузер, Эмиль
Эмиль (Эммануэль) Хаузер (нем. Emil Hauser; 17 мая 1893, Будапешт — 27 января 1978, Израиль) — венгерско-американский скрипач.
Родился в семье Игнаца и Генриетты Хаузер.
В 1917 г. был одним из основателей Будапештского квартета, в котором играл первую скрипку до 1932 г. В 1933 г. уехал в Палестину, был одним из создателей Палестинской консерватории и здесь также создал струнный квартет. В конце 1930-х гг. переселился в США, преподавал в Бард-колледже. В конце 1960-х гг. вернулся в Израиль. Был основателем и первым директором Иерусалимской академии музыка и танца. 
Жена — израильский педиатр и организатор здравоохранения Елена Моисеевна Каган (1889, Ташкент — 1978, Иерусалим), лауреат Премии Израиля (1975); её брат был женат на депутате Кнессета Рахили Яковлевне Каган (в девичестве Любарской).